# دینان (آمل)
دینان، روستایی از توابع بخش لاریجان شهرستان آمل در استان مازندران ایران است.
این روستا به دلیل منظره زیبا و خاک حاصلخیزش معروف است.

## جمعیت
این روستا در دهستان بالا لاریجان قرار داشته و براساس آخرین سرشماری مرکز آمار ایران که در سال ۱۳۸۵ صورت گرفته، جمعیت آن ۷۷ نفر (۲۴خانوار) بوده‌است.
این تعداد خانوار در طول سال با وجود سرمای شدید هم در آنجا ساکن هستند.